# Radamés Gnattali
 (février 2021).
Si vous disposez d'ouvrages ou d'articles de référence ou si vous connaissez des sites web de qualité traitant du thème abordé ici, merci de compléter l'article en donnant les références utiles à sa vérifiabilité et en les liant à la section « Notes et références ».
Radamés Gnattali, né le 27 janvier 1906 à Porto Alegre et décédé le 3 février 1988 à Rio de Janeiro, est un musicien et compositeur brésilien.

## Biographie
Radamés Gnattali étudie avec Guilherme Fontainha au Conservatoire de Porto Alegre, puis le violon avec Olga Fossati, puis à l'École Nationale de Musique, avec Agnelo França. Il termine le cours de piano en 1924 et donne des concerts dans plusieurs métropoles brésiliennes, voyageant également en tant qu'altiste du Quatuor Oswald. Il étudie par la suite la composition et l'orchestration.
En 1936, il se produit pour la Rádio Nacional (pt) avec le Trio Carioca, avec le violoniste Romeu Ghipsman, le violoncelliste Iberê Gomes Grosso (pt) et lui-même au piano. Ce trio commence à jouer des toadas et des choros, illustrant les programmes et comblant les lacunes de la programmation de sa chaîne.
En 1939, il remplace Pixinguinha comme arrangeur pour la maison de disques RCA Victor. Pendant trente ans, il travaille comme arrangeur à la Rádio Nacional. Il est l'auteur de la partie orchestrale d'enregistrements célèbres, comme ceux d'Orlando Silva pour la chanson Carinhoso, de Pixinguinha, de  João de Barro, ou encore les célèbres enregistrements originaux d'Aquarela do Brasil (Ary Barroso) et de Copacabana (João de Barro et Alberto Ribeiro) - ce dernier immortalisé par la voix de Dick Farney. Dans les années 1950, il collabore avec le cinéaste Nelson Pereira dos Santos et le musicien de samba Zé Keti dans des films importants comme Rio Zona Norte (1957) et Rio 40 Graus (1955).
En 1960, il part pour l'Europe et se produit dans un sextuor composé d'un accordéon, d'une guitare, d'une batterie et d'une contrebasse.
Il est contemporain de compositeurs comme Ernesto Nazareth, Chiquinha Gonzaga, Anacleto de Medeiros et Pixinguinha. Dans les années 1970, Radamés a eu une influence sur la composition du choro, en encourageant de jeunes instrumentistes tels que Raphael Rabello, Joel Nascimento et Mauricio Carrilho, et pour la formation de groupes de choro comme la Camerata Carioca. Il a également composé des œuvres importantes pour la guitare, l'orchestre, le concerto pour piano et divers choros.
Il s'associe encore avec Tom Jobim. Tom Jobim, mais aussi Cartola, Heitor Villa-Lobos, Pixinguinha, Donga, João da Baiana, Francisco Mignone, Lorenzo Fernandez et Camargo Guarnieri font partie de son cercle d'amis. Il est l'auteur de l'hymne d'État du Mato Grosso do Sul, retenu à l'issue d'un concours public national.

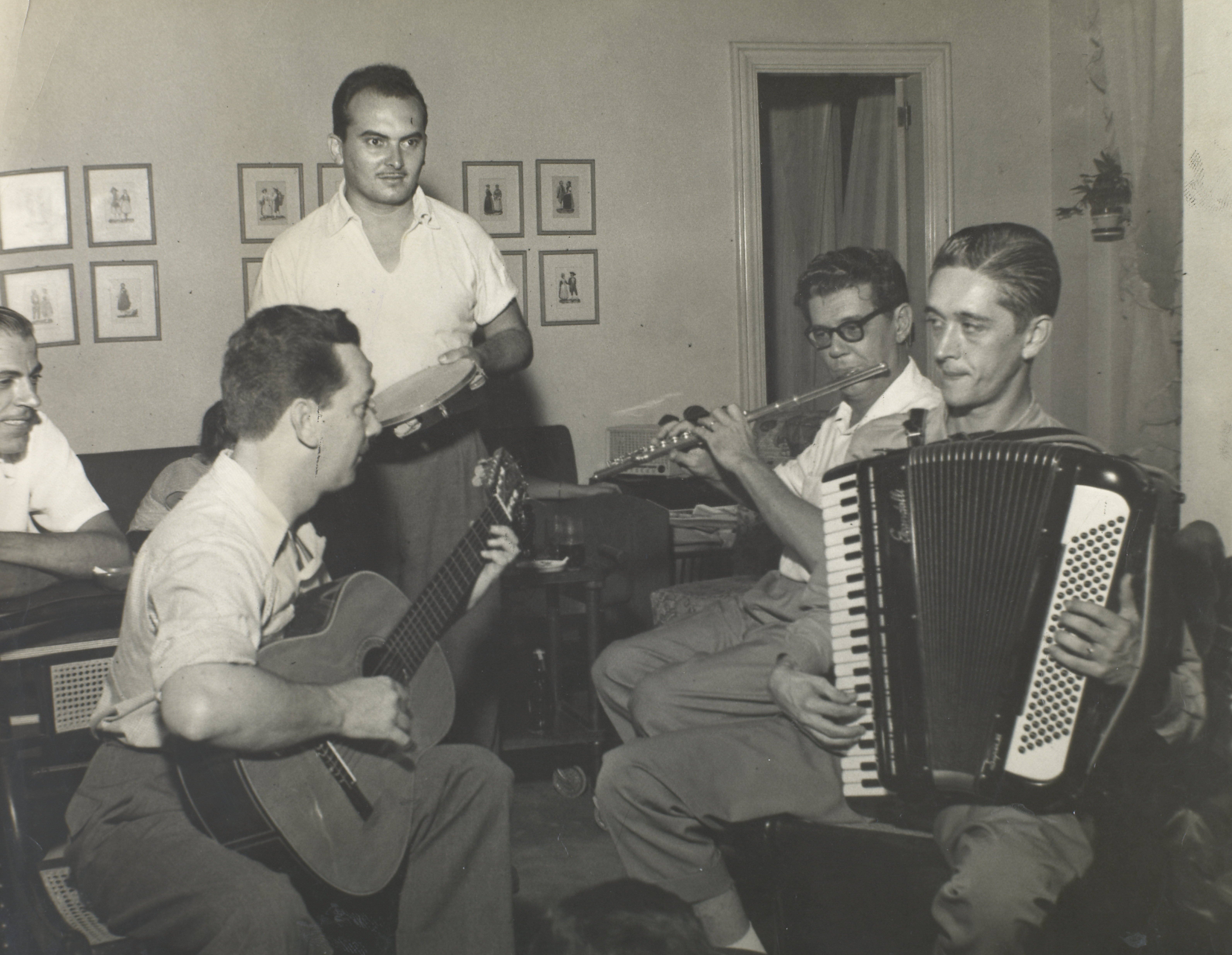
Garoto, Radamés Gnatalli, Chiquinho et Billy Blanco, 1955. Archives nationales.

En janvier 1983, il reçoit le prix Shell dans la catégorie Musique classique ; à cette occasion, il est honoré par un concert au Théâtre municipal de Rio de Janeiro, avec la participation de l'Orchestre symphonique de Rio de Janeiro, du Duo Assad et de la Camerata Carioca. En mai de la même année, dans une série d'événements en l'honneur de Pixinguinha, Radamés et Elizeth Cardoso présentent le récital Uma Rosa para Pixinguinha et, en partenariat avec la Camerata Carioca, enregistrent le CD Vivaldi e Pixinguinha.
Radamés est l'un des maîtres les plus demandés de cette période, faisant preuve d'une allégresse qui enchante de nouveaux musiciens comme Joel Nascimento, Raphael Rabello et Maurício Carrilho. Ces amitiés sont à la source de nombreuses rencontres et partenariats. En 1979, l'ensemble choral Camerata Carioca fait son apparition sur la scène de la musique instrumentale, avec Radamés comme parrain.
Sa santé commence à décliner en 1986, lorsque Radamés subit une attaque cérébrale qui le laisse paralysé du côté droit. En 1988, il subit une nouvelle attaque à la suite de problèmes circulatoires, et il meurt le 13 février 1988 à Rio de Janeiro.
En plus de son parcours artistique, Radamés se consacre aussi aux enfants à l'âge mûr. Il immortalise son art dans plusieurs volumes de contes pour enfants pour LP (collection Disquinho), aujourd'hui disponibles en version numérique sur les sites d'e-commerce.

## Hommages
En 1983, Hermeto Pascoal lui consacre un morceau intitulé Mestre Radamés sur le CD Lagoa da Canoa, Município de Arapiraca.
En 1992, la mairie de Porto Alegre donne son nom à une salle de concerts et de répétitions à l'intérieur de l'Auditorium Araújo Vianna.
En 2007, un double CD des compositions de Gnattali est enregistré avec le parrainage de Petrobras : Retratos de Radamés (portraits de Radamés), avec les guitaristes Edelton Gloeden et Paulo Porto Alegre.

## Discographie
- A saudade mata a gente/Copacabana-Weekend in Paquetá (1948) - Gravadora Continental
- Barqueiro do São Francisco/Um cantinho e você (1949) - Continental Records
- Isso é Brasil/Carinhoso (1949) - Gravadora Continental
- Bate papo/Caminho da saudade (1949) - Gravadora Continental
- Tico-tico no fubá/Fim de tarde (avec le Quatuor Continental) (1949) - Continental Records
- Sempre esperei por você/Remexendo (avec le Quatuor Continental) (1949) - Continental Records
- Onde estás/Theme (Vero et son rythme) (1950) - Gravadora Continental
- Tocantins/Madrigal (Vero et son rythme) (1950) - Gravadora Continental
- Mambolero/Improviso (1952) - Gravadora Continental
- Fantasia brasileira/Rhapsódia brasileira (avec son orchestre) (1953) - Gravadora Continental
- Radamés Gnattali : Três Concertos e uma Brasiliana, Orquestra Sinfônica Nacional, Radamés Gnattali : piano. Iberê Gomes Grosso : violoncelle, Chiquinho do Acordeon : accordéon (1968)
- Hommage à Garoto (avec Raphael Rabello) (1982)

## Principales compositions
- Brasilianas n° 1, 2, 3, 6, 9 et 10 (1944-1962)
- Concertos pour piano et orchestre n° 1, 2 et 3 (1963)
- Concerto pour violoncelle et orchestre (1941)
- Concerto pour alto et orchestre à cordes (1967)
- Concerto pour harmonica(1960)
- Hymne de l'État du Mato Grosso do Sul
- 10 études pour la guitare

## Filmographie
Radamés Gnatalli est encore le compositeur de la musique de plusieurs films.
- 1952 - Sai da Frente
- 1952 - Nadar em dinheiro
- 1955 - Rio 40 Graus
- 1957 - Rio Zona Norte